# Ijuin Tadaaki
Ijuin Tadaaki (伊集院忠朗?; 1520 – 1561) è stato un samurai giapponese durante il periodo Sengoku, importante generale del clan Shimazu.

## Biografia
Figlio di Ijuin Tadakimi, Tadaaki faceva parte del clan Ijuin, e fu uno dei più importanti servitori del clan Shimazu. Durante la sua guida il clan divenne uno dei maggiori sostenitori della famiglia Shimazu.
Servì il clan con Shimazu Tadayoshi, Shimazu Takahisa e Imani Kimotsuki. Prese parte alla battaglia di Murasakibaru del 1539. Durante l'assedio di Iwatsurugi nel 1554 viene registrato il primo utilizzo di armi da fuoco da parte degli uomini di Tadaaki. Ricoprì la carica di karō fino al 1556.
Nel 1561, durante un concilio con Kimotsuki Kanetsugu, Tadaaki offese Kanetsugu che iniziò una lunga ribellione contro gli Shimazu.